# Joaquim José Álvares dos Santos Silva

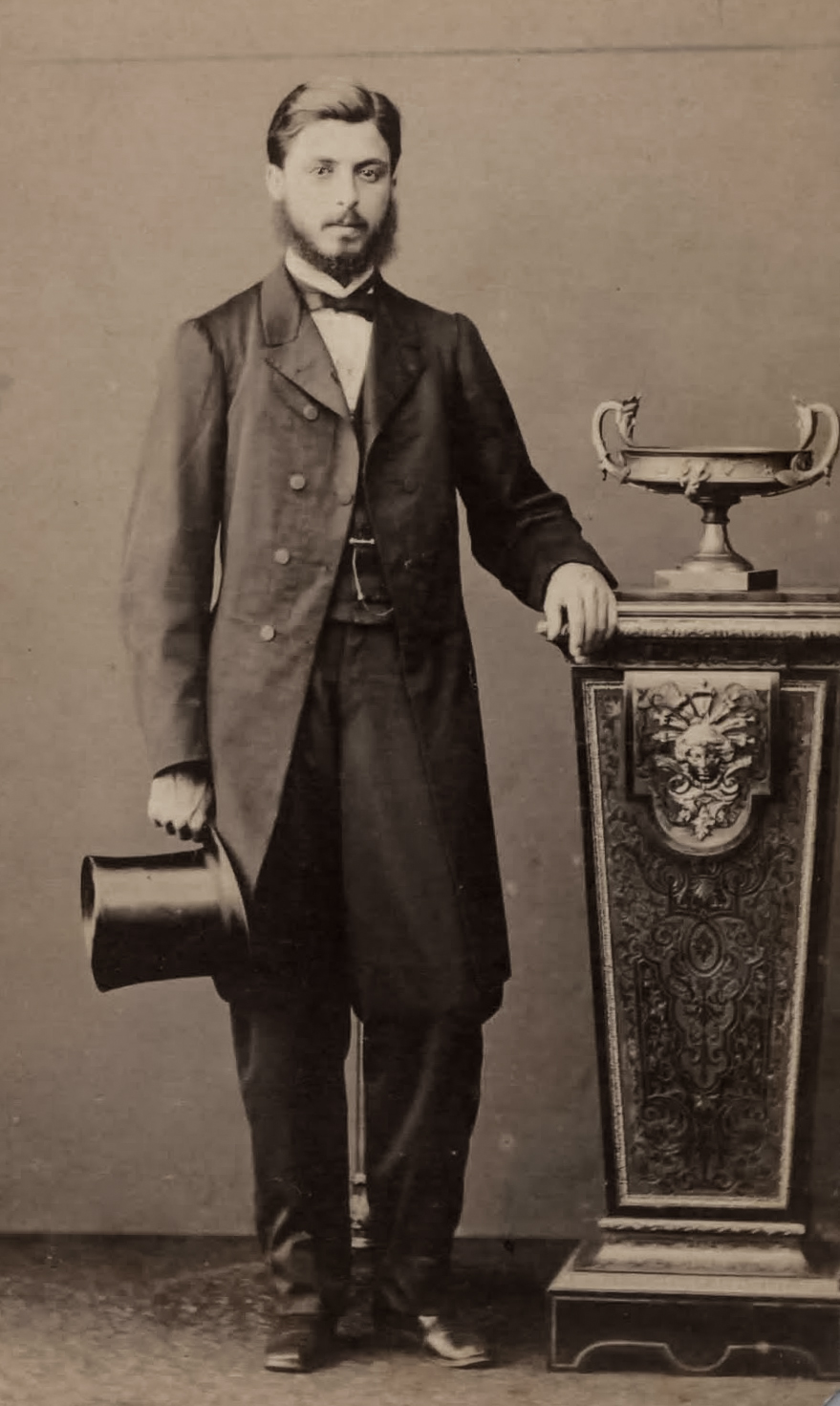
Joaquim José Álvares dos Santos Silva

Joaquim José Álvares dos Santos Silva, primeiro e único barão de São Geraldo, (Mar de Espanha, 8 de agosto de 1842 — Conselheiro Lafaiete, 9 de janeiro de 1901) foi um médico brasileiro.
Formado pela Faculdade de Medicina do Rio de Janeiro, foi agricultor, proprietário de terras em Além Paraíba, onde foi presidente da Câmara Municipal, além de diretor da Estrada de Ferro Leopoldina. Foi casado com D. Umbelina Teixeira Leite, neta de Francisco José Teixeira, o Barão de Itambé. O casal não teve filhos.
Foi agraciado barão por decreto do Imperador D. Pedro II em 15 de junho de 1881. Gozava de grande prestígio na Corte e junto aos seus pares era muito admirado e considerado, chegando a ser Senador da República. Na Monarquia, pertenceu ao Partido Liberal e, na República, ao Partido Republicano Mineiro. Faleceu em 9 de janeiro de 1901, em Queluz, atual Conselheiro Lafaiete, quando Senador pelo Estado de Minas Gerais.